# Championnat d'Asie de rugby à XV 2025
Ne doit pas être confondu avec Championnat d'Asie féminin de rugby à XV 2025.
Navigation
Tournoi 2024 Tournoi 2026
Le Championnat d'Asie de rugby à XV 2025 est la 36e édition du Championnat d'Asie de rugby à XV, compétition annuelle de rugby à XV qui voit s'affronter les meilleures nations membres d'Asia Rugby, à l'exception du Japon.

## Format
La compétition se joue selon le format round robin, chaque équipe rencontre une fois les trois autres de sa division afin d'obtenir un classement.
Cette édition fait également partie du processus de qualification pour la Coupe du monde 2027.

## Participants
| Championship (ARC) - Corée du Sud - Émirats arabes unis - Hong Kong - Sri Lanka |

## Barrage d'accession
Préalablement au début de la compétition, un match de barrage est jouée entre le dernier de l'ARC 2024 et le premier de la Division 1 2024, c'est-à-dire respectivement la Malaisie et le Sri Lanka. Le match est remporté par le Sri Lanka qui accède à l'ARC 2025.
| 19 avril 2025 16 h UTC+05:30 | Sri Lanka | 59 - 19 (33 - 7) | Malaisie | Colombo Racecourse, Colombo Arbitre : Jaco de Wit |
| 19 avril 2025 16 h UTC+05:30 | Rapport   |                  |          | Colombo Racecourse, Colombo Arbitre : Jaco de Wit |
| 19 avril 2025 16 h UTC+05:30 |           |                  |          | Colombo Racecourse, Colombo Arbitre : Jaco de Wit |

## Championship
La plus haute division du Championnat d'Asie se joue entre Hong-Kong, Les Émirats arabes unis, la Corée du Sud et le Sri Lanka. Les Hongkongais sont favoris étant donné leur victoire lors des cinq éditions précédentes.
Le vainqueur de cette édition se qualifie directement pour la Coupe du monde 2027, tandis que le deuxième se qualifie pour un barrage contre l'équipe classée Afrique 2 afin de potentiellement accéder au tournoi de repêchage. Le dernier est contraint de jouer un match de barrage contre l'équipe classée première de la Division 1 2025 pour conserver sa place lors de l'édition suivante.
Le tournoi est parfaitement maitrisé par Hong-Kong qui glane quinze points sur quinze possibles et inflige des scores fleuves à ses adversaires. Elle remporte la compétition pour la sixième fois d'affilée et se qualifie pour la coupe du monde 2027. Les Émirats arabes unis réitèrent leur bonne performance de la saison passée en finissant deuxième ce qui leur ouvre la voie à un match de barrage contre l'équipe classée Afrique 2. Le Sri Lanka ne décroche aucune victoire mais montre un beau visage contre la Corée du Sud et les Émirats arabes unis. Il doit néanmoins jouer un barrage d'accession pour conserver sa place pour le prochain tournoi.

### Classement
| Rang | Nation              | J | V | N | D | Bo | Bd | Pm  | Pe  | Diff | Pts |
| ---- | ------------------- | - | - | - | - | -- | -- | --- | --- | ---- | --- |
| 1    | Hong Kong           | 3 | 3 | 0 | 0 | 3  | 0  | 191 | 39  | +152 | 15  |
| 2    | Émirats arabes unis | 3 | 2 | 0 | 1 | 2  | 0  | 77  | 100 | -23  | 10  |
| 3    | Corée du Sud        | 3 | 1 | 0 | 2 | 2  | 1  | 96  | 142 | -46  | 7   |
| 4    | Sri Lanka           | 3 | 0 | 0 | 3 | 1  | 1  | 62  | 145 | -83  | 2   |

|  | Vainqueur du tournoi et qualifié pour la Coupe du monde 2027    |
|  | Qualifié pour le barrage de repêchage de la Coupe du monde 2027 |
|  | Barrage d'accession                                             |

### Résultats

#### 1rejournée
| 13 juin 2025 16 h UTC+05:30 | Sri Lanka bo, bd | 34 - 38 (17 - 14) | Corée du Sud bo | Colombo Racecourse, Colombo 2 000 spectateurs Arbitre : JP Clement |
| 13 juin 2025 16 h UTC+05:30 | Rapport          |                   |                 | Colombo Racecourse, Colombo 2 000 spectateurs Arbitre : JP Clement |
| 13 juin 2025 16 h UTC+05:30 |                  |                   |                 | Colombo Racecourse, Colombo 2 000 spectateurs Arbitre : JP Clement |

| 14 juin 2025 19 h 30 UTC+04:00 | Émirats arabes unis | 10 - 43 (10 - 22) | Hong Kong bo | The Sevens Stadium, Dubaï Arbitre : Katsuki Furuse |
| 14 juin 2025 19 h 30 UTC+04:00 | Rapport             |                   |              | The Sevens Stadium, Dubaï Arbitre : Katsuki Furuse |
| 14 juin 2025 19 h 30 UTC+04:00 |                     |                   |              | The Sevens Stadium, Dubaï Arbitre : Katsuki Furuse |

#### 2ejournée
| 21 juin 2025 15 h UTC+09:00 | Corée du Sud bo, bd | 36 - 38 (21 - 21) | Émirats arabes unis bo | Incheon Namdong Asiad Rugby Field, Incheon 500 spectateurs Arbitre : Morgan White |
| 21 juin 2025 15 h UTC+09:00 | Rapport             |                   |                        | Incheon Namdong Asiad Rugby Field, Incheon 500 spectateurs Arbitre : Morgan White |
| 21 juin 2025 15 h UTC+09:00 |                     |                   |                        | Incheon Namdong Asiad Rugby Field, Incheon 500 spectateurs Arbitre : Morgan White |

| 22 juin 2025 16 h 30 UTC+08:00 | Hong Kong bo | 78 - 7 (33 - 7) | Sri Lanka | Hong Kong Football Club Stadium, Hong Kong 1 500 spectateurs Arbitre : Takehito Namekawa |
| 22 juin 2025 16 h 30 UTC+08:00 | Rapport      |                 |           | Hong Kong Football Club Stadium, Hong Kong 1 500 spectateurs Arbitre : Takehito Namekawa |
| 22 juin 2025 16 h 30 UTC+08:00 |              |                 |           | Hong Kong Football Club Stadium, Hong Kong 1 500 spectateurs Arbitre : Takehito Namekawa |

#### 3ejournée
| 4 juillet 2025 16 h UTC+05:30 | Sri Lanka | 21 - 29 (16 - 22) | Émirats arabes unis bo | Colombo Racecourse, Colombo Arbitre : Craig Chan |
| 4 juillet 2025 16 h UTC+05:30 | Rapport   |                   |                        | Colombo Racecourse, Colombo Arbitre : Craig Chan |
| 4 juillet 2025 16 h UTC+05:30 |           |                   |                        | Colombo Racecourse, Colombo Arbitre : Craig Chan |

| 5 juillet 2025 15 h UTC+09:00 | Corée du Sud | 22 - 70 (3 - 42) | Hong Kong bo | Incheon Namdong Asiad Rugby Field, Incheon Arbitre : Ibuki Tetsuka |
| 5 juillet 2025 15 h UTC+09:00 | Rapport      |                  |              | Incheon Namdong Asiad Rugby Field, Incheon Arbitre : Ibuki Tetsuka |
| 5 juillet 2025 15 h UTC+09:00 |              |                  |              | Incheon Namdong Asiad Rugby Field, Incheon Arbitre : Ibuki Tetsuka |